# Ster van Bessèges 2015
De 45e editie van de Ster van Bessèges was een wielerwedstrijd die van 4 tot en met 8 februari 2015 werd verreden. De start was in Bellegarde en de finish in Alès. De ronde maakte deel uit van de UCI Europe Tour 2015, in de categorie 2.1. In 2014 won de Zweed Tobias Ludvigsson. Zijn ploeg Giant-Alpecin doet in 2015 niet mee aan deze wedstrijd, waardoor hij zijn titel niet kan verdedigen. Deze editie werd gewonnen door de Luxemburger Bob Jungels.

## Deelnemende ploegen
| WorldTour           | ProContinentaal              | Continentaal            |
| ------------------- | ---------------------------- | ----------------------- |
| AG2R La Mondiale    | Bretagne-Séché Environnement | Armée de Terre          |
| FDJ                 | Europcar                     | Auber 93                |
| Lotto Soudal        | Cofidis                      | Marseille 13 KTM        |
| Trek Factory Racing | Caja Rural-Seguros RGA       | Roubaix Lille Métropole |
|                     | CCC Sprandi Polkowice        | An Post-Chain Reaction  |
|                     | Colombia                     | Roth-Skoda              |
|                     | Roompot                      | Veranclassic-Ekoi       |
|                     | Topsport Vlaanderen-Baloise  | Wallonie-Bruxelles      |
|                     | Wanty-Groupe Gobert          |                         |

## Etappe-overzicht
| etappe | datum      | start            | finish              | type                | afstand  | winnaar        | klassementsleider |
| ------ | ---------- | ---------------- | ------------------- | ------------------- | -------- | -------------- | ----------------- |
| 1e     | 4 februari | Bellegarde       | Beaucaire           | Vlakke rit          | 152 km   | Kris Boeckmans | Kris Boeckmans    |
| 2e     | 5 februari | Nîmes            | Allègre-les-Fumades | Vlakke rit          | 155 km   | Roy Jans       | Kris Boeckmans    |
| 3e     | 6 februari | Bessèges         | Bessèges            | Vlakke rit          | 152,6 km | Bryan Coquard  | Edward Theuns     |
| 4e     | 7 februari | Laudun-l'Ardoise | Laudun-l'Ardoise    | Heuvelrit           | 156,3 km | Tony Gallopin  | Edward Theuns     |
| 5e     | 8 februari | Alès             | Alès                | Individuele tijdrit | 12 km    | Bob Jungels    | Bob Jungels       |

## Etappe-uitslagen

### 1e etappe
| Bellegarde - Beaucaire (152 km) |                     |                             |          |
| Plaats                          | Naam                | Ploeg                       | Tijd     |
| Winnaar                         | Kris Boeckmans      | Lotto Soudal                | 3u25'37" |
| 2                               | Edward Theuns       | Topsport Vlaanderen-Baloise | z.t.     |
| 3                               | Marco Coledan       | Trek Factory Racing         | z.t.     |
| 4                               | Cyril Gautier       | Europcar                    | z.t.     |
| 5                               | Julien Duval        | Armée de Terre              | z.t.     |
| 6                               | Evaldas Šiškevičius | Marseille 13 KTM            | z.t.     |
| 7                               | Arnaud Courteille   | FDJ                         | z.t.     |
| 8                               | Alexis Gougeard     | AG2R La Mondiale            | z.t.     |
| 9                               | Loïc Chetout        | Cofidis                     | z.t.     |
| 10                              | Brian van Goethem   | Roompot                     | z.t.     |

| Algemeen klassement |                     |                             |          |
| Plaats              | Naam                | Ploeg                       | Tijd     |
| Oranje trui         | Kris Boeckmans      | Lotto Soudal                | 3u25'27" |
| 2                   | Edward Theuns       | Topsport Vlaanderen-Baloise | + 4"     |
| 3                   | Marco Coledan       | Trek Factory Racing         | + 6"     |
| 4                   | Cyril Gautier       | Europcar                    | + 10"    |
| 5                   | Julien Duval        | Armée de Terre              | z.t.     |
| 6                   | Evaldas Šiškevičius | Marseille 13 KTM            | z.t.     |
| 7                   | Arnaud Courteille   | FDJ                         | z.t.     |
| 8                   | Alexis Gougeard     | AG2R La Mondiale            | z.t.     |
| 9                   | Loïc Chetout        | Cofidis                     | z.t.     |
| 10                  | Brian van Goethem   | Roompot                     | z.t.     |

### 2e etappe
| Nîmes - Allègre-les-Fumades (155 km) |                     |                             |          |
| Plaats                               | Naam                | Ploeg                       | Tijd     |
| Winnaar                              | Roy Jans            | Wanty-Groupe Gobert         | 4u27'54" |
| 2                                    | Alexandre Blain     | Marseille 13 KTM            | z.t.     |
| 3                                    | Bob Jungels         | Trek Factory Racing         | z.t.     |
| 4                                    | Marco Coledan       | Trek Factory Racing         | z.t.     |
| 5                                    | Yannick Martinez    | Europcar                    | z.t.     |
| 6                                    | Olivier Chevalier   | Wallonie-Bruxelles          | z.t.     |
| 7                                    | Antoine Demoitié    | Wallonie-Bruxelles          | z.t.     |
| 8                                    | Baptiste Planckaert | Roubaix Lille Métropole     | z.t.     |
| 9                                    | Edward Theuns       | Topsport Vlaanderen-Baloise | z.t.     |
| 10                                   | Fábio Silvestre     | Trek Factory Racing         | z.t.     |
|                                      |                     |                             |          |
| 17                                   | Michel Kreder       | Roompot                     | z.t.     |

| Algemeen klassement |                     |                             |          |
| Plaats              | Naam                | Ploeg                       | Tijd     |
| Oranje trui         | Kris Boeckmans      | Lotto Soudal                | 7u53'21" |
| 2                   | Edward Theuns       | Topsport Vlaanderen-Baloise | + 4"     |
| 3                   | Marco Coledan       | Trek Factory Racing         | + 6"     |
| 4                   | Cyril Gautier       | Europcar                    | + 10"    |
| 5                   | Alexis Gougeard     | AG2R La Mondiale            | z.t.     |
| 6                   | Julien Duval        | Armée de Terre              | z.t.     |
| 7                   | Dennis Vanendert    | Lotto Soudal                | z.t.     |
| 8                   | Pim Ligthart        | Lotto Soudal                | z.t.     |
| 9                   | Loïc Chetout        | Cofidis                     | z.t.     |
| 10                  | Evaldas Šiškevičius | Marseille 13 KTM            | z.t.     |

### 3e etappe
| Bessèges - Bessèges (152,6 km) |                   |                             |          |
| Plaats                         | Naam              | Ploeg                       | Tijd     |
| Winnaar                        | Bryan Coquard     | Europcar                    | 3u48'06" |
| 2                              | Giacomo Nizzolo   | Trek Factory Racing         | z.t.     |
| 3                              | Edward Theuns     | Topsport Vlaanderen-Baloise | z.t.     |
| 4                              | Pim Ligthart      | Lotto Soudal                | z.t.     |
| 5                              | Marc Sarreau      | FDJ                         | z.t.     |
| 6                              | Anthony Maldonado | Auber 93                    | z.t.     |
| 7                              | Edwin Ávila       | Colombia                    | z.t.     |
| 8                              | Justin Jules      | Veranclassic-Ekoi           | z.t.     |
| 9                              | Julien Duval      | Armée de Terre              | z.t.     |
| 10                             | Dylan Groenewegen | Roompot                     | z.t.     |

| Algemeen klassement |                   |                             |           |
| Plaats              | Naam              | Ploeg                       | Tijd      |
| Oranje trui         | Edward Theuns     | Topsport Vlaanderen-Baloise | 11u41'24" |
| 2                   | Kris Boeckmans    | Lotto Soudal                | + 3"      |
| 3                   | Marco Coledan     | Trek Factory Racing         | + 9"      |
| 4                   | Cyril Gautier     | Europcar                    | + 11"     |
| 5                   | Alexis Gougeard   | AG2R La Mondiale            | + 13"     |
| 6                   | Julien Duval      | Armée de Terre              | z.t.      |
| 7                   | Pim Ligthart      | Lotto Soudal                | z.t.      |
| 8                   | Loïc Chetout      | Cofidis                     | z.t.      |
| 9                   | Eliot Lietaer     | Topsport Vlaanderen-Baloise | z.t.      |
| 10                  | Brian van Goethem | Roompot                     | z.t.      |

### 4e etappe
| Laudun-l'Ardoise - Laudun-l'Ardoise (156,3 km) |                     |                              |          |
| Plaats                                         | Naam                | Ploeg                        | Tijd     |
| Winnaar                                        | Tony Gallopin       | Lotto Soudal                 | 3u43'61" |
| 2                                              | Christophe Laporte  | Cofidis                      | z.t.     |
| 3                                              | Edward Theuns       | Topsport Vlaanderen-Baloise  | z.t.     |
| 4                                              | Fabio Felline       | Trek Factory Racing          | z.t.     |
| 5                                              | Roy Jans            | Wanty-Groupe Gobert          | z.t.     |
| 6                                              | Pim Ligthart        | Lotto Soudal                 | z.t.     |
| 7                                              | Baptiste Planckaert | Roubaix Lille Métropole      | z.t.     |
| 8                                              | Armindo Fonseca     | Bretagne-Séché Environnement | z.t.     |
| 9                                              | Bob Jungels         | Trek Factory Racing          | z.t.     |
| 10                                             | Marco Marcato       | Wanty-Groupe Gobert          | z.t.     |

| Algemeen klassement |                   |                             |           |
| Plaats              | Naam              | Ploeg                       | Tijd      |
| Oranje trui         | Edward Theuns     | Topsport Vlaanderen-Baloise | 15u25'11" |
| 2                   | Kris Boeckmans    | Lotto Soudal                | + 7"      |
| 3                   | Marco Coledan     | Trek Factory Racing         | + 13"     |
| 4                   | Cyril Gautier     | Europcar                    | + 15"     |
| 5                   | Julien Duval      | Armée de Terre              | + 17"     |
| 6                   | Pim Ligthart      | Lotto Soudal                | z.t.      |
| 7                   | Alexis Gougeard   | AG2R La Mondiale            | z.t.      |
| 8                   | Loïc Chetout      | Cofidis                     | z.t.      |
| 9                   | Eliot Lietaer     | Topsport Vlaanderen-Baloise | z.t.      |
| 10                  | Brian van Goethem | Roompot                     | z.t.      |

### 5e etappe
| Alès - Alès (12 km (ITT)) |                     |                              |        |
| Plaats                    | Naam                | Ploeg                        | Tijd   |
| Winnaar                   | Bob Jungels         | Trek Factory Racing          | 17'40" |
| 2                         | Tony Gallopin       | Lotto Soudal                 | + 19"  |
| 3                         | Fabio Felline       | Trek Factory Racing          | + 20"  |
| 4                         | Riccardo Zoidl      | Trek Factory Racing          | + 21"  |
| 5                         | Pierre-Roger Latour | AG2R La Mondiale             | + 26"  |
| 6                         | Maxime Monfort      | Lotto Soudal                 | + 27"  |
| 7                         | Alexis Gougeard     | AG2R La Mondiale             | + 30"  |
| 8                         | Jonathan Hivert     | Bretagne-Séché Environnement | + 32"  |
| 9                         | Kris Boeckmans      | Lotto Soudal                 | + 33"  |
| 10                        | Thibaut Pinot       | FDJ                          | + 34"  |
|                           |                     |                              |        |
| 20                        | Pim Ligthart        | Lotto Soudal                 | + 48"  |

## Eindklassementen
| Plaats      | Naam                | Ploeg                        | Tijd      |
| ----------- | ------------------- | ---------------------------- | --------- |
| Oranje trui | Bob Jungels         | Trek Factory Racing          | 15u43'20" |
| 2           | Tony Gallopin       | Lotto Soudal                 | + 9"      |
| 3           | Kris Boeckmans      | Lotto Soudal                 | + 10"     |
| 4           | Alexis Gougeard     | AG2R La Mondiale             | + 17"     |
| 5           | Edward Theuns       | Topsport Vlaanderen-Baloise  | + 20"     |
| 6           | Cyril Gautier       | Europcar                     | + 22"     |
| 7           | Pierre-Roger Latour | AG2R La Mondiale             | + 30"     |
| 8           | Maxime Monfort      | Lotto Soudal                 | + 31"     |
| 9           | Eliot Lietaer       | Topsport Vlaanderen-Baloise  | z.t.      |
| 10          | Pim Ligthart        | Lotto Soudal                 | + 35"     |
| 11          | Jonathan Hivert     | Bretagne-Séché Environnement | + 36"     |
| 12          | Bryan Coquard       | Europcar                     | + 37"     |
| 13          | Thibaut Pinot       | FDJ                          | + 38"     |
| 14          | Peio Bilbao         | Caja Rural-Seguros RGA       | + 42"     |
| 15          | Marco Marcato       | Wanty-Groupe Gobert          | + 46"     |
| 16          | Christophe Laporte  | Cofidis                      | + 50"     |
| 17          | Baptiste Planckaert | Roubaix Lille Métropole      | + 51"     |
| 18          | Antoine Demoitié    | Wallonie-Bruxelles           | + 54"     |
| 19          | Stijn Devolder      | Trek Factory Racing          | + 58"     |
| 20          | Gert Jõeäär         | Cofidis                      | + 59"     |

| Plaats    | Naam          | Ploeg                       | Punten |
| --------- | ------------- | --------------------------- | ------ |
| Gele trui | Edward Theuns | Topsport Vlaanderen-Baloise | 65     |
| 2         | Roy Jans      | Wanty-Groupe Gobert         | 42     |
| 3         | Tony Gallopin | Lotto Soudal                | 33     |
|           |               |                             |        |
| 7         | Pim Ligthart  | Lotto Soudal                | 27     |

| Plaats      | Naam                | Ploeg                        | Punten |
| ----------- | ------------------- | ---------------------------- | ------ |
| Blauwe trui | Julien Loubet       | Marseille 13 KTM             | 28     |
| 2           | Brice Feillu        | Bretagne-Séché Environnement | 10     |
| 3           | Flavien Dassonville | Auber 93                     | 10     |
|             |                     |                              |        |
| 4           | Xandro Meurisse     | An Post-Chain Reaction       | 10     |
| 7           | Tim Kerkhof         | Roompot                      | 6      |

| Plaats     | Naam                | Ploeg              | Punten    |
| ---------- | ------------------- | ------------------ | --------- |
| Witte trui | Alexis Gougeard     | AG2R La Mondiale   | 15u43'38" |
| 2          | Pierre-Roger Latour | AG2R La Mondiale   | + 13"     |
| 3          | Antoine Wernier     | Wallonie-Bruxelles | + 37"     |
|            |                     |                    |           |
| 7          | Dylan Groenewegen   | Roompot            | + 1'56"   |

| Plaats | Ploeg               | Tijd      |
| ------ | ------------------- | --------- |
|        | Trek Factory Racing | 47u10'39" |
| 2      | Lotto Soudal        | + 4"      |
| 3      | AG2R La Mondiale    | + 50"     |
|        |                     |           |
| 13     | Roompot             | + 6'07"   |

## Klassementenverloop
| Etappe       | Winnaar        | Algemeen klassement · | Puntenklassement · | Bergklassement · | Jongerenklassement · | Ploegenklassement · |
| ------------ | -------------- | --------------------- | ------------------ | ---------------- | -------------------- | ------------------- |
| 1            | Kris Boeckmans | Kris Boeckmans        | Kris Boeckmans     | Julien Loubet    | Alexis Gougeard      | Lotto Soudal        |
| 2            | Roy Jans       | Kris Boeckmans        | Marco Coledan      | Julien Loubet    | Alexis Gougeard      | Lotto Soudal        |
| 3            | Bryan Coquard  | Edward Theuns         | Edward Theuns      | Julien Loubet    | Alexis Gougeard      | Lotto Soudal        |
| 4            | Tony Gallopin  | Edward Theuns         | Edward Theuns      | Julien Loubet    | Alexis Gougeard      | Lotto Soudal        |
| 5            | Bob Jungels    | Bob Jungels           | Edward Theuns      | Julien Loubet    | Alexis Gougeard      | Trek Factory Racing |
| 0Eindstanden | 0Eindstanden   | Bob Jungels           | Edward Theuns      | Julien Loubet    | Alexis Gougeard      | Trek Factory Racing |

1971 · 1972 · 1973 · 1974 · 1975 · 1976 · 1977 · 1978 · 1979 · 1980 · 1981 · 1982 · 1983 · 1984 · 1985 · 1986 · 1987 · 1988 · 1989 · 1990 · 1991 · 1992 · 1993 · 1994 · 1995 · 1996 · 1997 · 1998 · 1999 · 2000 · 2001 · 2002 · 2003 · 2004 · 2005 · 2006 · 2007 · 2008 · 2009 · 2010 · 2011 · 2012 · 2013 · 2014 · 2015 · 2016 · 2017 · 2018 · 2019 · 2020 · 2021 · 2022 · 2023 · 2024 · 2025
Etappewedstrijden

 Ster van Bessèges · 
 Ronde van de Algarve · 
 Ruta del Sol · 
 Ronde van de Haut-Var · 
 Driedaagse van West-Vlaanderen · 
 Internationale Wielerweek · 
 Internationaal Wegcriterium · 
 Driedaagse van De Panne-Koksijde · 
 Ronde van de Sarthe · 
 Ronde van Castilië en León · 
 Ronde van Trentino · 
 Ronde van Kroatië · 
 Ronde van Turkije · 
 Ronde van Yorkshire · 
 Ronde van Asturië · 
 Vierdaagse van Duinkerke · 
 Ronde van Azerbeidzjan · 
 Ronde van Madrid · 
 Ronde van Beieren · 
 Ronde van Picardië · 
 Ronde van Noorwegen · 
 World Ports Classic · 
 Tour des Fjords · 
 Ronde van Estland · 
 Ronde van België · 
 Ronde van Luxemburg · 
 Boucles de la Mayenne · 
 Ster ZLM Toer · 
 Ronde van Slovenië · 
 Route du Sud · 
 Sibiu Cycling Tour · 
 Ronde van Oostenrijk · 
 Ronde van Wallonië · 
 Ronde van Portugal · 
 Ronde van Burgos · 
 Ronde van Denemarken · 
 Ronde van de Ain · 
 Ronde van Tsjechië · 
 Arctic Race of Norway · 
 Ronde van de Limousin · 
 Ronde van Poitou-Charentes · 
 Ronde van Groot-Brittannië · 
 Ronde van Gévaudan Languedoc-Roussillon · 
 Eurométropole Tour
Eendaagse wedstrijden

 Trofeo Santanyí-Ses Salines-Campos · 
 Trofeo Andratx-Mirador d'Es Colomer · 
 Trofeo Serra de Tramuntana · 
 Trofeo Playa de Palma-Palma · 
 GP La Marseillaise · 
 Grote Prijs van de Etruskische Kust · 
 Ronde van Murcia · 
 Clásica de Almería · 
 Trofeo Laigueglia · 
 Omloop Het Nieuwsblad · 
 Classic Sud Ardèche · 
 GP Lugano · 
 La Drôme Classic · 
 Kuurne-Brussel-Kuurne · 
 Le Samyn · 
 Strade Bianche · 
 Ronde van Drenthe · 
 Dwars door Drenthe · 
 Nokere Koerse · 
 GP Nobili Rubinetterie · 
 Handzame Classic · 
 Ronde van Zeeland Seaports · 
 Classic Loire-Atlantique · 
 Grote Prijs van Cholet-Pays de Loire · 
 Dwars door Vlaanderen · 
 Classica Corsica · 
 Route Adélie de Vitré · 
 Grote Prijs Miguel Indurain · 
 Volta Limburg Classic · 
 Ronde van La Rioja · 
 Parijs-Camembert · 
 Scheldeprijs · 
 Klasika Primavera · 
 Brabantse Pijl · 
 GP Denain · 
 Ronde van de Finistère · 
 Tro Bro Léon · 
 La Roue Tourangelle · 
 Ronde van de Apennijnen · 
 Grote Prijs van de Somme · 
 Grote Prijs van Plumelec · 
 ProRace Berlin · 
 Boucles de l'Aulne · 
 GP Kanton Aargau · 
 Ronde van Keulen · 
 Ronde van Limburg · 
 Velothon Wales · 
 Halle-Ingooigem · 
 Trofeo Matteotti · 
 GP Cerami · 
 GP Industria & Artigianato-Larciano · 
 Prueba Villafranca de Ordizia · 
 Ronde van Toscane · 
 Circuito de Getxo · 
 Polynormande · 
 RideLondon Classic · 
 GP Stad Zottegem · 
 Arnhem-Veenendaal Classic · 
 GP Jef Scherens · 
 Druivenkoers Overijse · 
 Schaal Sels · 
 Brussels Cycling Classic · 
 GP Fourmies · 
 Velothon Stockholm · 
 Ronde van de Doubs · 
 Coppa Bernocchi · 
 Coppa Agostoni · 
 GP van Wallonië · 
 Kampioenschap van Vlaanderen · 
 Memorial Marco Pantani · 
 Grote Prijs Impanis-Van Petegem · 
 GP van Isbergues · 
 GP Industria & Commercio di Prato · 
 Omloop van het Houtland · 
 Duo Normand · 
 Ronde van de Drie Valleien · 
 Milaan-Turijn · 
 Ronde van Piemonte · 
 Ronde van het Münsterland · 
 Ronde van de Vendée · 
 Memorial Frank Vandenbroucke · 
 Coppa Sabatini · 
 Parijs-Bourges · 
 Ronde van Emilia · 
 GP Beghelli · 
 Parijs-Tours · 
 Nationale Sluitingsprijs · 
 Chrono des Nations